# 源典侍
源典侍（げん の ないしのすけ）は、『源氏物語』の登場人物の一人の通称。年をとってはいるが、色好みの高級女官として「紅葉賀」「葵」「朝顔」に登場する。

## 境遇
桐壺帝の朝廷で典侍（内侍所の次官、従四位下相当）として「紅葉賀」に初登場する。源（みなもと）の名字からもわかるように、先祖は皇族に連なる家の出身。琵琶を得意とし、趣味、教養、家柄、能力等、女官として申し分のない女性だが、年に似合わぬ色好みで有名であった。
初登場の紅葉の賀で、既に五十七、八歳（当時は四十歳で老年とみなされる）と当時としては相当な年輩である。最終的に七十歳前後まで長生きしている。

## 生涯
若くして内侍所の女官として宮中に入り、帝の信任を得るようになった。
紅葉の賀では既に長く典侍の職を務めている。光源氏と頭中将が試みに声をかけると、まるで妙齢の女性のように気のある素振りをして二人を辟易させる。帝にからかわれても逆に源氏との仲を吹聴し、源氏と逢引中に悪戯心を起こした頭中将に踏み込まれ醜態を晒した後も、懲りずになお源氏に言い寄った。
相当に長生きをしたようで、「朝顔」で再登場、尼となり朝顔斎院の叔母、女五の宮の元に弟子入りしていたことが知られる（この頃七十歳前後）。源氏に「良い人ほど早死にして、そうではない人ほど長生きすることよ」と理不尽に嘆かれなどした。

## 人物
センスも良く人柄も優れ才能豊かで帝の信頼も厚い高級女官だが、色恋沙汰に目がなく年齢をわきまえない。
作中では、古歌や催馬楽などの歌詞を引用する姿が描かれ、教養と才気のある人として描写される。また、美声の持ち主で琵琶の名手でもあり、彼女の演奏には源氏も思わず心ひかれた。
容姿は衰えているもののかつては美しく、破局した恋人の修理大夫に長く執着されており、作中の描写にも上品な有様で華奢な体つきと描写されている。若づくりが激しく、年に釣り合わない言動で貴公子二人を辟易させた。最も有名なエピソードは、意味深な歌（「森の下草老いぬれば～」）を書いた若向きの真っ赤な扇を持ち歩いていた一件。作品内では近江の君と並ぶ「笑われ役」として位置づけられている。
優雅な恋愛物語には不似合いな人物と言われるが、『伊勢物語』の「九十九髪」での貴公子が老女に情をかける件を下敷きにしたのではないかという説もあり、在原業平の東下りが光源氏の須磨蟄居に投影されていることからも考えて有力な説に思える。また実在人物では、作者紫式部の義理の姉にあたり、実際に典侍を務めた源明子をモデルであるとする説がある。
なお、『あさきゆめみし』では恋人・修理大夫（すりのかみ）と一緒になって源氏及び頭中将を手玉に取っていた、との描写がなされているが、これは漫画オリジナルの設定である。